# Erstürmung des Zwinin
1914

Ostpreußische Operation (Stallupönen, Gumbinnen, Tannenberg, Masurische Seen) – Galizien (Kraśnik, Komarów, Gnila Lipa, Lemberg,
Rawa Ruska) – Przemyśl – Weichsel – Krakau – Łódź – Limanowa–Lapanow – Karpaten
1915

Humin – Masuren – Zwinin – Przasnysz – Gorlice-Tarnów – Bug-Offensive – Narew-Offensive – Großer Rückzug – Nowogeorgiewsk – Rowno – Swenziany-Offensive
1916

Naratsch-See – Brussilow-Offensive – Baranowitschi-Offensive
1917

Aa – Kerenski-Offensive (Zborów) – Tarnopol-Offensive – Riga – Unternehmen Albion
1918

Operation Faustschlag – Krim
Die Erstürmung des Zwinin war eine Schlacht des Ersten Weltkriegs zwischen dem Russischen Kaiserreich und den Mittelmächten Deutsches Kaiserreich und Österreich-Ungarn. Diese Schlacht am Zwinin stellt eine Ausnahme an der Ostfront dar und ist ein Unikum des Ersten Weltkrieges: ein Grabenkrieg im Gebirge.
Die Russische Armee, in zahlenmäßiger Überlegenheit, gab temporär ihre Karpathentaktik auf und grub sich auf dem Höhenkamm des Zwinins, des Ostrogs und des Ostrys ein. Es kam zu einem Stellungskampf auf einem 1000 m hohen Bergrücken mitten im Winter. Dies war eine außergewöhnliche Leistung, die gegenwärtig, weil an „einer vergessenen Front“, kaum noch im historischen Bewusstsein verankert ist.

## Hintergrund
Nach der Schlacht von Lemberg (September 1914) konnte die russische Armee mehr als 150 km in die Karpaten vorstoßen und das österreichisch-ungarische Kernland bedrohen. Die k.u.k. Festung Przemyśl wurde eingeschlossen und mehr als 100 Tage belagert. Große Teile Galiziens und die Bukowina mit ihren Ölfeldern bei Drohobycz fielen in russische Hand. Das Deutsche Reich hatte Ende Oktober die Schlacht an der Weichsel verloren und konnte nicht wie geplant die Ostfront von Norden nach Süden aufrollen. Gleichzeitig begann die zweite Belagerung von Przemyśl, wobei über 100.000 k.u.k. Soldaten eingeschlossen wurden. Ende November 1914 drohte ein neuer russischer Durchbruch nach Nordungarn.
In dieser kritischen Situation entschloss sich das Deutsche Reich, den österreichischen Verbündeten mit zwei Divisionen (1. Division und 3. Garde-Division) zu unterstützen. Eilig wurde mit der ungarischen Staatsbahn ein Verband aus k.u.k. und preußischen Soldaten nach Mukatschewo transportiert. Am 20. Januar 1915 etablierte sich der Verband als deutsche Südarmee unter dem Befehl des Generals von Linsingen. Diese Armee wiederum wurde zwischen zwei Armeen eingerahmt: die östliche Armeegruppe Pflanzer-Baltin mit dem Ziel Ostgalizien und der Bukowina sowie die westliche k.u.k. 3. Armee von Boroëvić, die das Ziel hatte, über den Uzsok-Pass der Festung Przemyśl Entsatz zu bringen. Nachdem die 3. Armee die Stellung bei Borynia genommen hatte, schlossen sich die beiden anderen Armeen dem Vorgehen in nordwestlicher bzw. nordöstlicher Richtung an. Die Südarmee hatte das Ziel, über den Verecke-Pass – auch der „Weg der Magyaren“ genannt – zwischen Mukatschewo und Lemberg durch das Latorca-Tal in das Stryj-Tal zu gelangen.
In dieser Hauptbewegungsrichtung gliederte sich die Südarmee, bedingt durch die Passstraßen, in nahezu voneinander unabhängig operierende Kampfgruppen: Korps Gerok (48. Reserve-Division, 19. k.u.k. Infanterie-Division sowie die 12. Landsturmbrigade) operierte auf dem Ostflügel, das Korps Hofmann (1. Division; 55. k.u.k. Infanteriedivision und 131. Landsturmbrigade) in der Mitte und schließlich im Westen die 3. Garde-Division.
Dieser Streitmacht stellte sich die russische 78. Reserve-Division (309., 311. und 312. Infanterie-Regiment) unter Generalmajor Wladimir Alftan, verstärkt durch das 260. Infanterie-Regiment der 65. Reserve-Division an der Straße nach Stryi entgegen. Am Uszok-Pass stand die 65. Infanterie-Division (257., 258. und 259. Infanterie-Regiment) unter General Pjotr Postowski, um Toronya die 2. Kuban-Kosaken-Division, verstärkt durch das Infanterie-Regiment 310 von der 78. Division. Führer dieser Kräfte war General der Artillerie Wladimir Nikitin, der sein Hauptquartier in Sambor aufgeschlagen hatte. In der Nähe führt die Eisenbahnlinien von Przemyśl nach Mukatschewo über Stryj und das Laborcza-Tal. Erschwerend war der Umstand, dass bei ihrem Zurückweichen auf die ungarisch-galizische Grenze die verteidigenden österreichischen Truppen, um ihre Verfolger aufzuhalten, alle weiterführenden Eisenbahnbrücken und Tunnel zerstört hatten. Auch einzelne Dörfer, die dem Feind hätten Unterschlupf bieten können, waren vernichtet. Man zog somit durch verbrannte Erde.
Geplant war, von Ungarn kommend, die Beskiden in ca. 14 Tagen zu durchstoßen. Ab dem 25. Januar 1915 eroberte man in rascher Folge bedeutende Gebirgspässe: vom 25. bis 28. Januar Gefecht bei Vezerszallas; vom 29. bis 30. Januar Gefecht am Verecke-Pass und vom 31. Januar bis 2. Februar Gefecht am Lysa-Pass. Dann erreichte man über Tukhol‘ka kommend am 4. Februar Oryava am Fuße des Zwinin.

## Lage und Situation

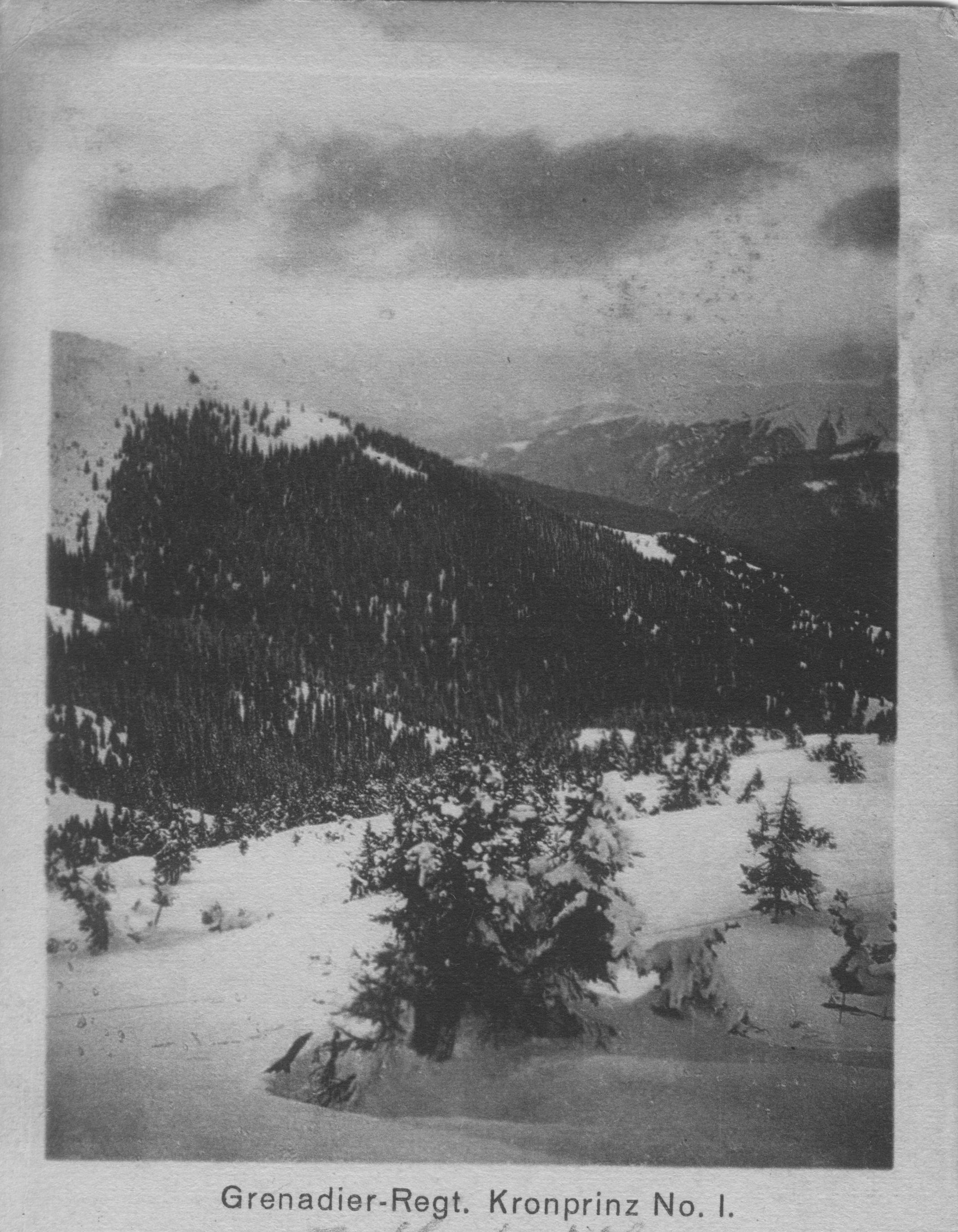
Der Zwinin – eine Postkarte des GR.1

Der Bergrücken des Zwinin erstreckt sich über ca. 10 km vom Südosten nach Nordwesten und ist in seinem gesamten Verlauf über 800 m hoch. Die drei höchsten Erhebungen sind (von W nach O): der Zwinin II (1109 m); die Höhe (1091 m) und der Zwinin I (992 m). Weiter östlich schließen sich dem Bergmassiv der Ostrog (936 m) und der Ostry (1026 m) an. Zwischen dem Zwinin I und dem Ostrog führt eine Passstraße von Oryava nach Koziowa und weiter nach Skole. Dem Zwinin ca. 5 km südlich vorgelagert und fast parallel verläuft das Gebirgsmassiv des Dauzki, ebenfalls über 1000 m hoch. Im Tal zwischen beiden Gebirgskämmen liegen die Dörfer Orjawa, sowie, der Talstraße folgend, Pogar und Kriwe auf etwa 700 m Höhe. In einem holzreichen Tal auf der anderen Seite des Zwinin liegt Kosjowa mit Sägewerken und Fabriken. Dieses Gelände war mit seinen verhältnismäßig breiten Straßen und Eisenbahnanschluss nach Skole für den russischen Nachschub wie geschaffen. Von hier aus konnten Mannschaftsersatz und Munition in sicherer Deckung herangeschafft werden.
Anfang Februar herrschte in den Karpaten noch tiefster Winter. Orte wie auch Berge waren meterhoch eingeschneit. In den Nächten traten Temperaturen weit unter −20 °C auf.

## Kampf am Zwinin

### Die "Überraschungsangriffe" vom 4. bis 11. Februar 1915
Am Morgen des 4. Februar 1915 erreichte das Infanterie-Regiment „von Boyen“ (5. Ostpreußisches) Nr. 41 das Dorf Oryava. Man begann sofort die Höhen des Zwinins zu ersteigen, wurde aber auf halbem Weg durch heftiges Infanteriefeuer gezwungen, sich in den Schnee einzugraben. Gleiches ereignete sich auf der anderen Seite der Passstraße beim Ostpreußischen Grenadierregiment Nr. 1 „Kronprinz“, das sich an den Hängen des Ostrogs eingraben musste. Der Befehlshaber der 1. Division General Richard von Conta erstieg daraufhin die Höhen des vorgelagerten Dauzki, um sich ein Bild von der Lage zu machen.
Unschwer waren die russischen Schanzarbeiten auf dem Kamm des Zwinins, des Ostrogs und des Ostrys zu erkennen. Mehrere Gräben hintereinander mit Drahtverhauen waren schon erstellt. In der Hoffnung, dass diese noch nicht weit gediehen sein würden, entschloss er sich zu einem gemeinsamen überraschenden Angriff. Die russischen Stellungen an der Südwestseite des Zwinin I, der ca. 300 m vom Orava-Tal aufragt, waren acht Reihen übereinander tief eingegraben. Ihre Stellung war dem Zuschauerraum eines Theaters vergleichbar, dessen exklusive Ränge und Logen das gesamte Tal und den Hang im Auge hatten. Ohne sich selbst zu gefährden, konnten sie einfach nur Ecrasitladungen den Berg herunterrollen lassen und damit die angreifenden deutschen Truppen in Gefahr und Unordnung bringen.
So versuchte die 1. Division eine Woche lang, durch fortgesetzte überraschende Angriffe das Bergmassiv des Zwinins zu stürmen. Allein die höher gelegenen russischen Stellungen hatten den besseren Überblick. Durch den tiefen Schnee konnten die Grenadiere und Musketiere nicht überraschend schnell nach vorne stürmen, sondern waren ein leichtes Ziel für die MG-Stellungen des Gegners. Getötete Soldaten fielen nicht um, sondern wurden durch den Schnee aufrecht gehalten. Am Ende der Woche musste von Conta seinen drängenden österreichischen Verbündeten klarmachen, dass ohne ausreichende Artillerieunterstützung ein Erstürmen des Zwinins aussichtslos sei.
Insgesamt kam es zu drei großen Angriffen – am 7., 9. und 11. Februar 1915 –, die allesamt vom Gegner abgewiesen wurden. Viele Soldaten erlitten Erfrierungen. In einem Hin und Her arbeiteten sich nun die deutschen Truppen unter Ausnutzung der kleinsten Deckung, eine Stellung nach der anderen hoch. Über Hundeschlitten wurde ihnen Nachschub zugeführt und Verletzte und Erfrorene ins Tal gebracht. Durch die Abfolge von Tauwetter und Frost waren die Trampelpfade im Schnee spiegelglatt geworden.

### Das Erstarren der Front zum Stellungskampf vom 12. Februar bis 22. März 1915

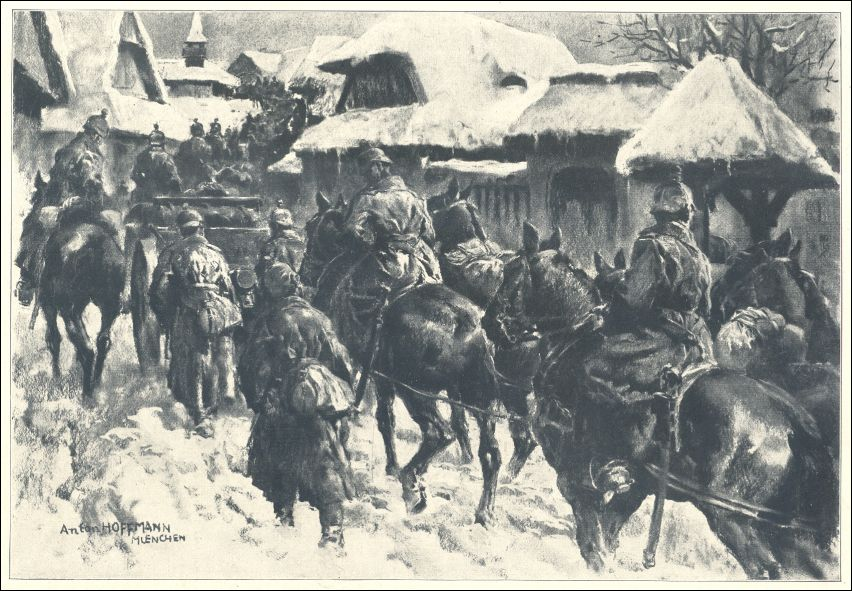
Geschütze werden auf dem Dauzki in Stellung gebracht

Die deutschen Truppen begannen nun ihrerseits mit dem Bau von Gräben und Unterständen. Beide Seiten gingen wechselseitig zum Angriff über, ohne dass sich die Frontlinie auf dem Bergkamm wesentlich verschob. Auf deutscher Seite begann man nun die Artillerie nachzuschieben. Mörser, Haubitzen und alle Steilgeschütze wurden im Tal positioniert. Dazu gehörte auch ein 30,5-cm-Mörser. Die 1. Division hatte dagegen kaum Steilgeschütze, ihre Feldkanonen hatten eine flache Bahn. Unter Aufbringung großer Kraftleistungen für Menschen und Zugpferde gelang es, diese auf den gegenüberliegenden Dauzki zu ziehen und als Batterien in Stellung zu bringen. „Um ein einziges Geschütz auf die Höhe 887 Metern in Feuerstellung zu bringen, waren 14 Pferde nötig, alle entbehrlichen Kanoniere von vier Batterien und zwei Züge Pioniere; Mensch und Tier arbeiteten sich halbtot daran, und nach fünf Stunden erst war es geschehen.“ Vor allem Feldmarschallleutnant Peter von Hofmann drängte zur Eile, da die Nachrichten aus Przemyśl immer besorgniserregender wurden. Insgesamt gab es drei Angriffe mit Artillerieunterstützung: am 7., 10. und 20. März, die, von kleinen Erfolgen abgesehen, nicht den Berg in Besitz brachten. In der allgemein angespannten Lage glaubte man schließlich auch an Spionage: Die verbliebenen Dorfbewohner wurden ausgewiesen, die österreichischen Militärbehörden hängten im Dorf Komaniki einen Geistlichen, der vom Kirchturm der russischen Armee Signale gegeben haben soll, und den Küster. Am 9. und am 20. März 1915 hatte man schon den Scheitel des Bergkamms erreicht und konnte dennoch den Zwinin nicht in Besitz nehmen. So kam es auf dem oberen Bergkamm zum Stellungskrieg.
Da Freund und Feind vom Dauzki aus nicht mehr zu unterscheiden waren, konnte auch die Artillerie keine Unterstützung mehr geben. Es kam zu erbitterten Handgranatengefechten. Schließlich wurde erwogen, die Infanterie zurückzunehmen und den Gipfel noch einmal durch ein gezieltes Wirkschießen der Artillerie sturmreif zu machen. Dies stieß auf erbitterten Widerstand der Infanterie. Schließlich zog Nebel auf, der solche Überlegungen ad absurdum führte. Die Artillerie vertrieb sich nun die Zeit mit Wettkämpfen im Schnee: „St. Moritz“ nannten sie ihre Spiele aus „Schneeschuhlaufen“ und Figuren bauen. Derweil versuchte die Infanterie immer noch, den Berg zu erobern.
Am 22. März 1915 fiel die Festung Przemyśl in russische Hände. Der Wettlauf mit der Zeit war verloren. Durch russische Jubelfeiern wie auch durch abgeworfene Flugblätter konnten es alle österreichischen und deutschen Soldaten erfahren. Am 23. März 1915 entschloss sich die Südarmee, beide dort kämpfenden Divisionen zu einem Armeekorps zu vereinen und dieses dem Generalkommando Felix Graf von Bothmers zu unterstellen.

### Vorbereitungen im Tauwetter vom 23. März bis 8. April
Von Mitte März ab hatte man nachts Temperaturen von −8 °C und tags +8 °C. Dies führte dazu, dass sich tagsüber trübe, bräunliche Tauwasserströme vom Zwinin ergossen und alle Straßen und Wege mit zähfließendem Schlamm überzogen. „Die an sich schlechten Straßen sind durch die starke Inanspruchnahme in einen solchen Zustand geraten, dass die Pferde – 6 bis 8 vor einem Wagen – bis zum Bauch im Schlamm versacken. Ganze Wälder verschwinden und werden zu Knüppeldämmen verarbeitet.“ bzw. „Durch die dieses Jahr früh eintretende Schneeschmelze waren die mit tiefen Löchern versehenen Wege grundlos von Schlamm; in einem großen Loche auf der Straße Smorze-Krasine-Zadzieliko ertrank ein Viergespann. Jeder Wagenverkehr, selbst auf den größeren Straßen, hörte schließlich auf.“

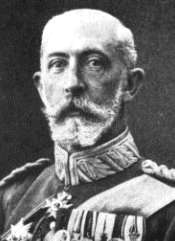
Felix Graf von Bothmer

Von Fuhrwerken musste schließlich auf Packtierverfrachtung umgestellt werden. Dadurch gab es Mängel in der Versorgungslage: Es fehlte Munition und Nachschub an Nahrungsmitteln wie Kartoffeln und Brot. In der Dunkelheit gefror das Vorhandene dann wieder zu Eis. Derweil verhinderte Nebel und Schneetreiben einen Angriff. Es drängte sich die Frage auf, wohin die russische Armee ihre bei Przemyśl freigewordenen Kräfte einsetzen würde. Dennoch nutzte man die Zeit und ließ sich auch nicht von einem überraschenden russischen Angriff aus dem Konzept bringen: Russische Mineure hatten Frontgräben bei den 3. Grenadieren unterminiert und durch Detonation zu Einsturz gebracht. Der darauffolgende Infanterieangriff wurde jedoch abgewiesen. Bothmer formierte aus der 1. Division und der 3. Garde-Division zusammen mit Teilen der 38. Honved-Division das Korps Bothmer. Allen Truppenteilen wurden nun genau ihre Funktion und ihr Einsatz zugewiesen. Es sollte ein gemeinsamer, wohl koordinierter Angriff erfolgen.

### Erstürmung des Zwinin I am 9. April 1915

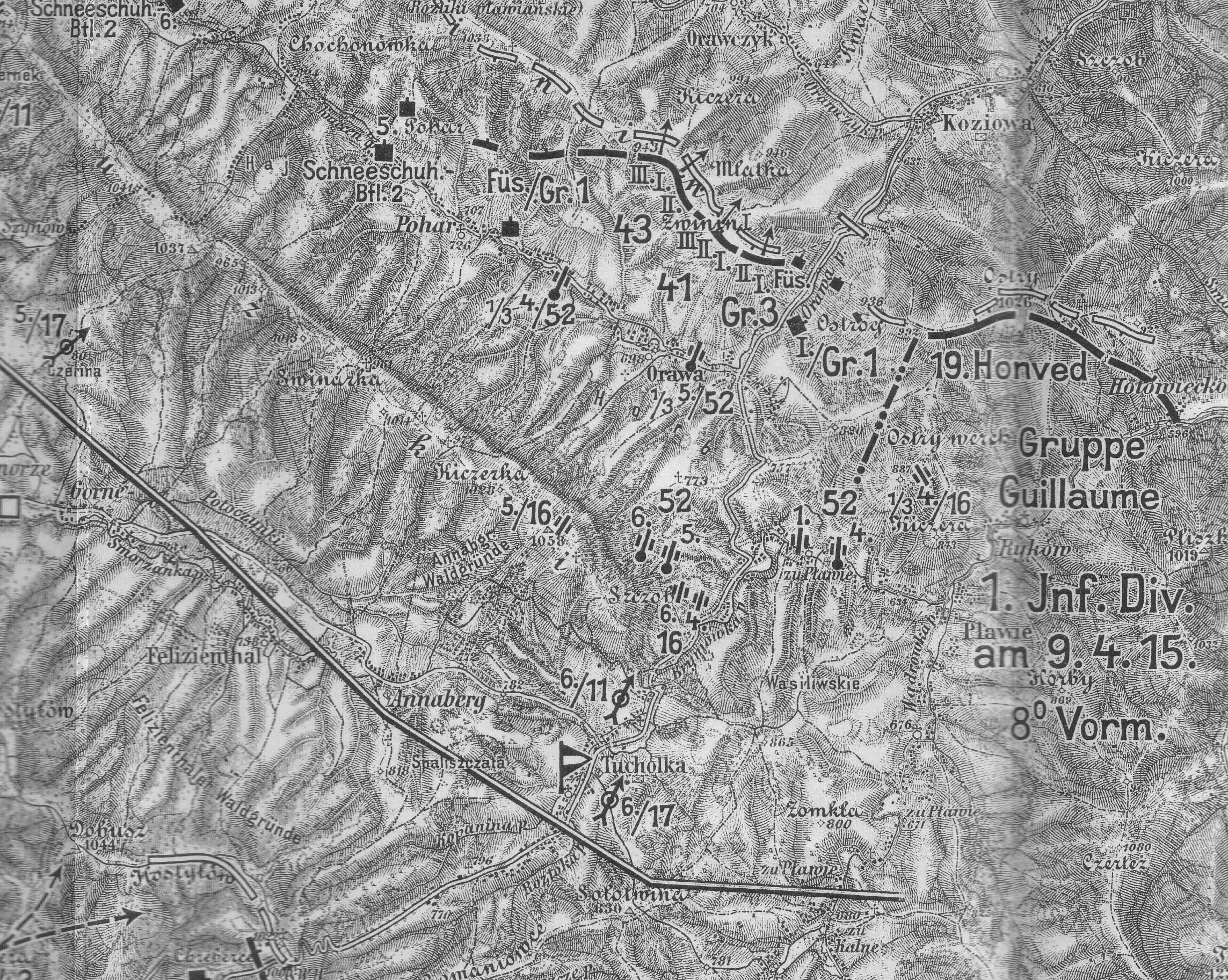
Lagekarte vom 9. April 1915

Bothmer ließ die Infanterie zurücknehmen, richtete die Artillerie neu aus und wartete auf gutes Wetter. Erst der Abend vor dem 9. April verhieß geeignetes Wetter. „Die 1. Inf.Div. soll am 9. 4. den Zwinin stürmen, während die 3. Garde-Inf.Div. nur mit dem Angriff drohen und den Gegner durch lebhaftes Schießen und Teilangriffe fesseln soll.“ Aber wieder schienen russische Truppen den deutschen zuvorzukommen. Sie nutzten die Wetterlage für einen überraschenden Angriff auf die 3. Gardedivision am Zwinin II. „In der Nacht vom 8. auf 9. April schoß der Russe besonders lebhaft; gegen 3 Uhr vorm. ging er plötzlich auf der ganzen Linie des Regiments seinerseits zum Angriff vor.“ Am Zwinin II brach die russische Armee nach drei Angriffswellen schließlich in die Phalanx des Lehr-Infanterie-Regiments ein.

Zeitgleich, genau um 7 Uhr morgens, eröffnete die deutsche Artillerie mit allen Kalibern ein Trommelfeuer auf den Zwinin I. Die Bergkuppe war in tiefen schwarzen Rauch eingehüllt, und das Donnern der Kanonen wurde durch das Echo aus dem Tal noch verstärkt. Die Schüsse trafen. „Um 8 Uhr schwieg die Artillerie. Die Infanterie hatte sich in den letzten Tagen in den Sappen vorbereitet; 8 Uhr 15 Minuten ging sie zum Sturm über.“ Die erste Welle der Infanterie rannte zum feindlichen Graben, und die Soldaten warfen Handgranaten. Danach konnte der Graben relativ problemlos erobert werden. Die Grabenbesatzung leistete kaum mehr Widerstand und konnte, soweit lebend, in die Kriegsgefangenschaft abgeführt werden. Die russischen Offiziere werden den Angriff auf den Zwinin I als einen spontanen Schein- oder Entlastungsangriff keiner sonderlichen Bedeutung erachtet haben. Übereinstimmend lauten die Schilderungen über Oberst Moskuli, den russischen Kommandeur der Zwininstellung, der von der Unüberwindlichkeit seiner Stellung so überzeugt war, dass er jede warnende Meldung in den Wind schlug, bis er schließlich durch die angreifenden deutschen Truppen beim Morgentee überrascht wurde. Der ersten Welle folgte die zweite, die noch tiefer ins feindliche Grabensystem eindrang. Um ca. 11 Uhr war der Zwinin I erobert.

„‚Der Berg muss um jeden Preis genommen werden!‘ lautete der Befehl. Kaum waren wir aus dem Graben hinaus, als oben schon die Russen auftauchten und uns mit Schnellfeuer empfingen. Trotzdem lief und kletterte alles nach oben. Im Laufen schossen wir unsere Gewehre nach den sichtbaren Köpfen der Russen ab. Dadurch wurden sie beunruhigt und zielten nicht mehr so genau.[…] Die russische Stellung war nicht stark besetzt gewesen, denn viele Russen waren in den Unterständen, die sich am Abhang ihrer Stellung befanden, mit dem Kochen ihres Frühstücks beschäftigt gewesen. Wir gingen nun bis an den Rand des Berges vor und sahen, dass den Abhang hinunter alles von Russen wimmelte, die abwärts flohen. Sie wurden massenhaft niedergeschossen. Da der Nordhang des Berges ganz kahl war, fanden sie nirgends Deckung. […] Nun kam der Befehl, alles solle sich auf dem Gipfel des Berges sammeln. Die Verwundeten, die inzwischen verbunden worden waren, Deutsche und Russen, wurden auf Zelte gelegt und von den gefangenen Russen nach Orawa heruntergetragen. Eine Abteilung Russen musste uns helfen, große Löcher auszuheben; darin wurden die Gefallenen, die beim Sturm, sowie die, die schon früher ums Leben gekommen waren, begraben. [… ] Wie wir dann erfuhren, sind am Zwinin im ganzen 12000 Mann auf deutscher Seite gefallen.“

## Folgen
Die russische Armee räumte noch in der Nacht vom 9. April den gesamten Zwinin. „…im Morgengrauen des 10. April stellten Patrouillen, als erste die des G.F. Rüter 3. Komp. fest, daß die Russen abgezogen seien.“ In der Folge wurde auch am 24. April 1915 der Ostrog und der Ostry erobert.
Die Eroberung des Zwinins war Teil der Karpatenschlacht; sie schuf aber auch die notwendige Voraussetzung für die weitere Kampagne in Galizien.
Es zeigte sich, dass der österreichischen Armee immer mehr die Führung und die Initiative entglitt. In der weiteren Folge des Krieges sank sie vom gleichberechtigten Bündnispartner zum bloßen Erfüllungsgehilfen herunter.
Felix von Bothmer wurde der Militär-Max-Joseph-Orden und der Pour le Mérite verliehen.
Der österreichisch-ungarische Heeresbericht vom 10. April 1915 erwähnt die Ereignisse wie folgt: „Amtlich wird verlautbart: Im Waldgebirge kam es gestern auch in den Abschnitten östlich des Uzsok-Passes zu heftigen Kämpfen. Deutsche Truppen eroberten nördlich Tucholka eine seit dem 5. Februar umstrittene und von den Russen hartnäckig verteidigte Höhenstellung; 1 Oberst, über 1000 Mann wurden bei diesem Angriff gefangen und den Russen auch 15 Maschinengewehre entrissen.“
Im österreichisch-ungarischen Heeresbericht vom 25. April 1915 heißt es: „Amtlich wird verlautbart: An der Karpathenfront wurde im Orawatale bei Koziowa ein neuer Erfolg erzielt. Nach tagelangem, mit großer Zähigkeit durchgeführtem Sappenangriff erstürmten gestern unsere Truppen die Höhe Ostry, südlich Koziowa. Gleichzeitig gelang es den anschließenden deutschen Truppen, an und westlich der Straße Raum nach vorwärts zu gewinnen. In Summa wurden 652 Russen gefangen. Durch die Erstürmung der Höhe Ostry und durch die Eroberung des Zwininrückens Anfang April ist nunmehr der Feind von den verbündeten Truppen aus der ganzen seit Monaten zäh verteidigten Stellung beiderseits des Orawatales geworfen.“
Einige Zeitgenossen sahen in der Erstürmung des Zwinins eine herausragende militärische Leistung:
„Die Erstürmung des Zwinin I verdient in der Kriegsgeschichte aller Zeiten ihren besonderen Platz. Sie stellt die Erstürmung der Spicherer Höhen im Jahre 1870 weit in den Schatten. Sie steht nach dem Urteile von Augenzeugen noch hoch über der Erstürmung des 203 m Hügels durch die Japaner bei Port Arthur. Die Anforderungen, die die Länge des vorhergehenden Kampfes, die Jahreszeit, die Wirkung der modernen Kampfmittel an die Truppe stellten, waren einzigartig.“

## Gefallene
Die meisten Gefallenen konnten erst nach dem Abschmelzen des Schnees gefunden und geborgen werden. Es wird dabei von entsetzlichen Bildern berichtet. Leichen wurden anscheinend, Sandsäcken gleich, für die Brustwehr der Gräben gebraucht. Es dauerte Monate, bis der Berg halbwegs geräumt war. Zusammengenommen dürften auf dem Zwinin ca. 30.000 Tote der Schlacht ihre letzte Ruhe in Einzel- und Massengräbern gefunden haben. Ein einheitlicher Friedhof wurde nie angelegt. Man errichtete aber den Gefallenen eine Steinpyramide auf dem Scheitel des Zwinin I. mit dem Epitaph:
Tapfern und treuen,

Untadeligen Toten.

Hütern der Heimat,

Rächern des Rechts.
Am Ende des Ersten Weltkrieges fielen der Berg und das umliegende Land an Polen. Ende der Zwanziger Jahre des 20. Jahrhunderts war die Pyramide schon stark lädiert. Am Ende des Zweiten Weltkrieges kam das Land zur Sowjetunion. 1991 erlangte die Ukraine ihre Selbstständigkeit. Weder ein Grab noch ein Gedenkstein sind (Stand 2011) auf dem Zwinin zu finden.

## Bilder

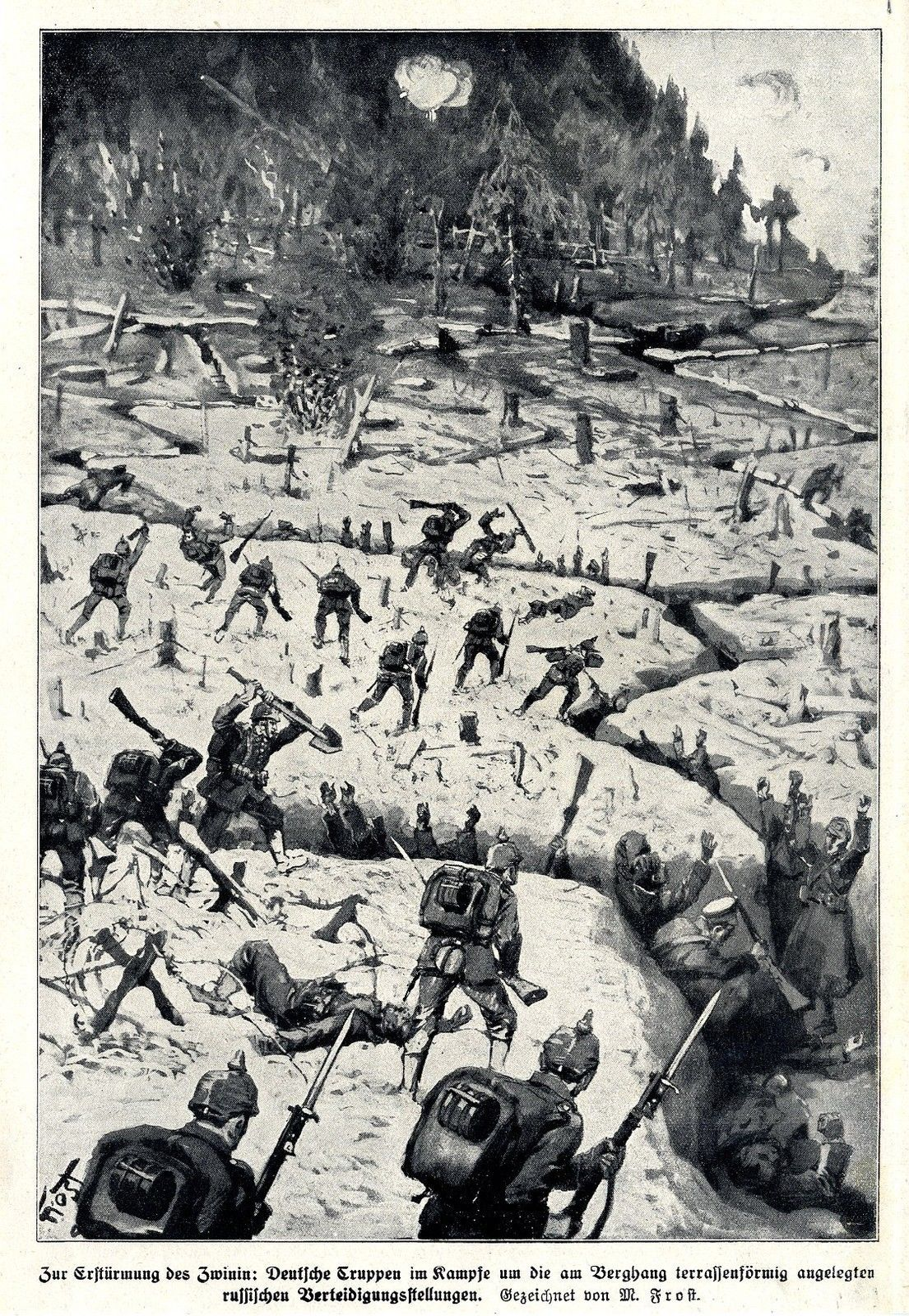
Der Sturm auf den Zwinin
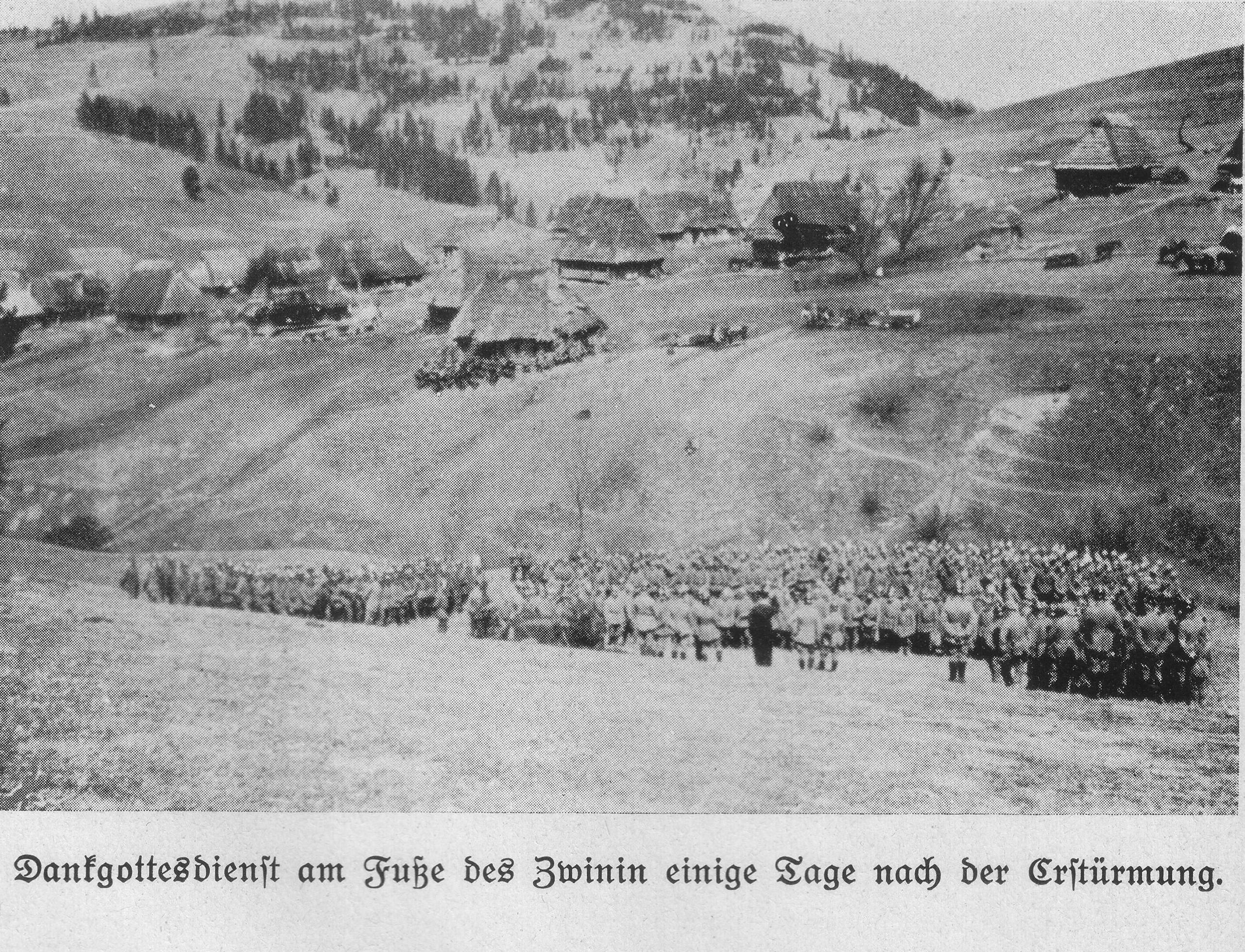
Der Dankgottesdienst am Folgetag nach der Erstürmung in Orava
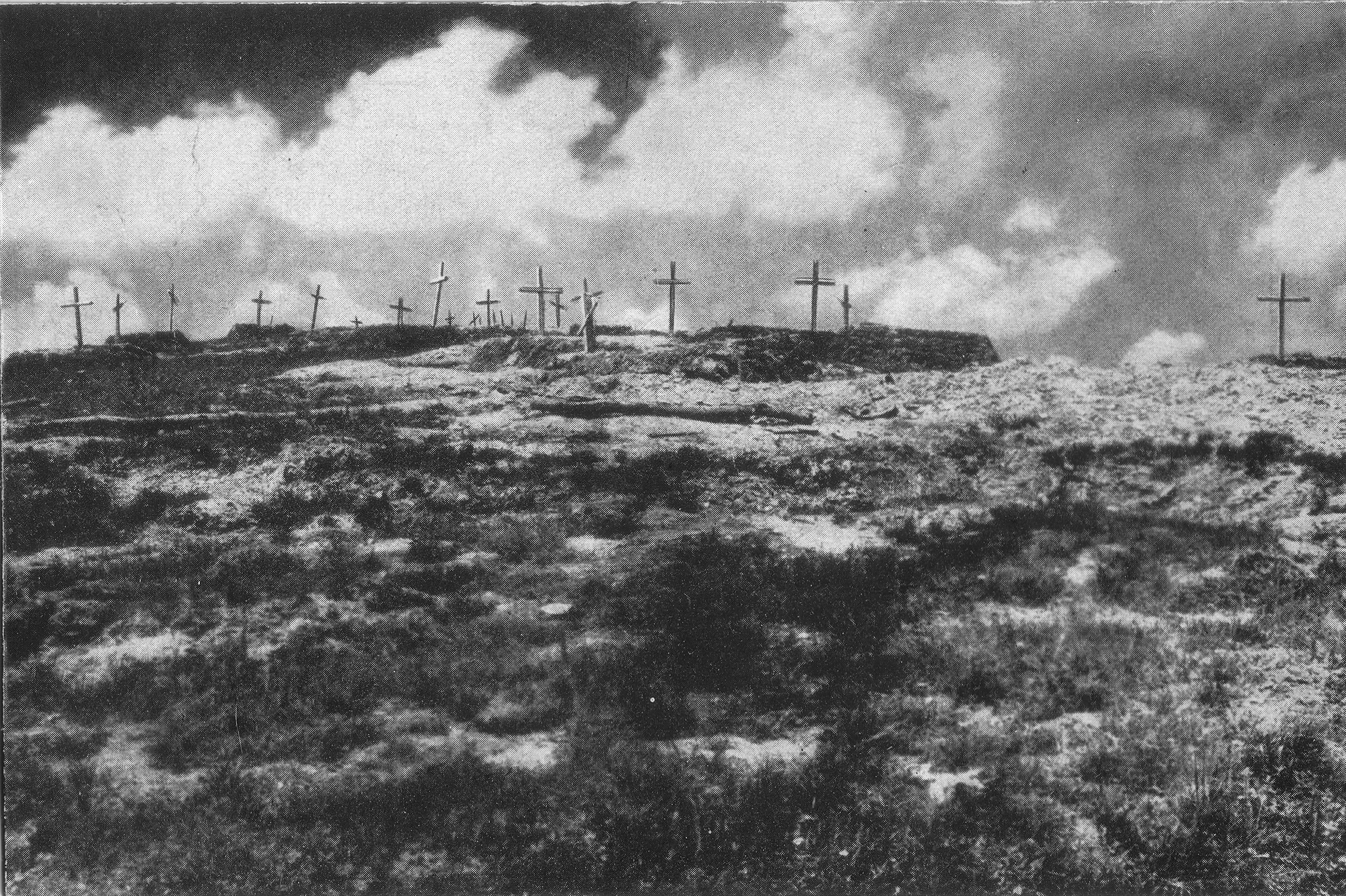
Die Massengräber
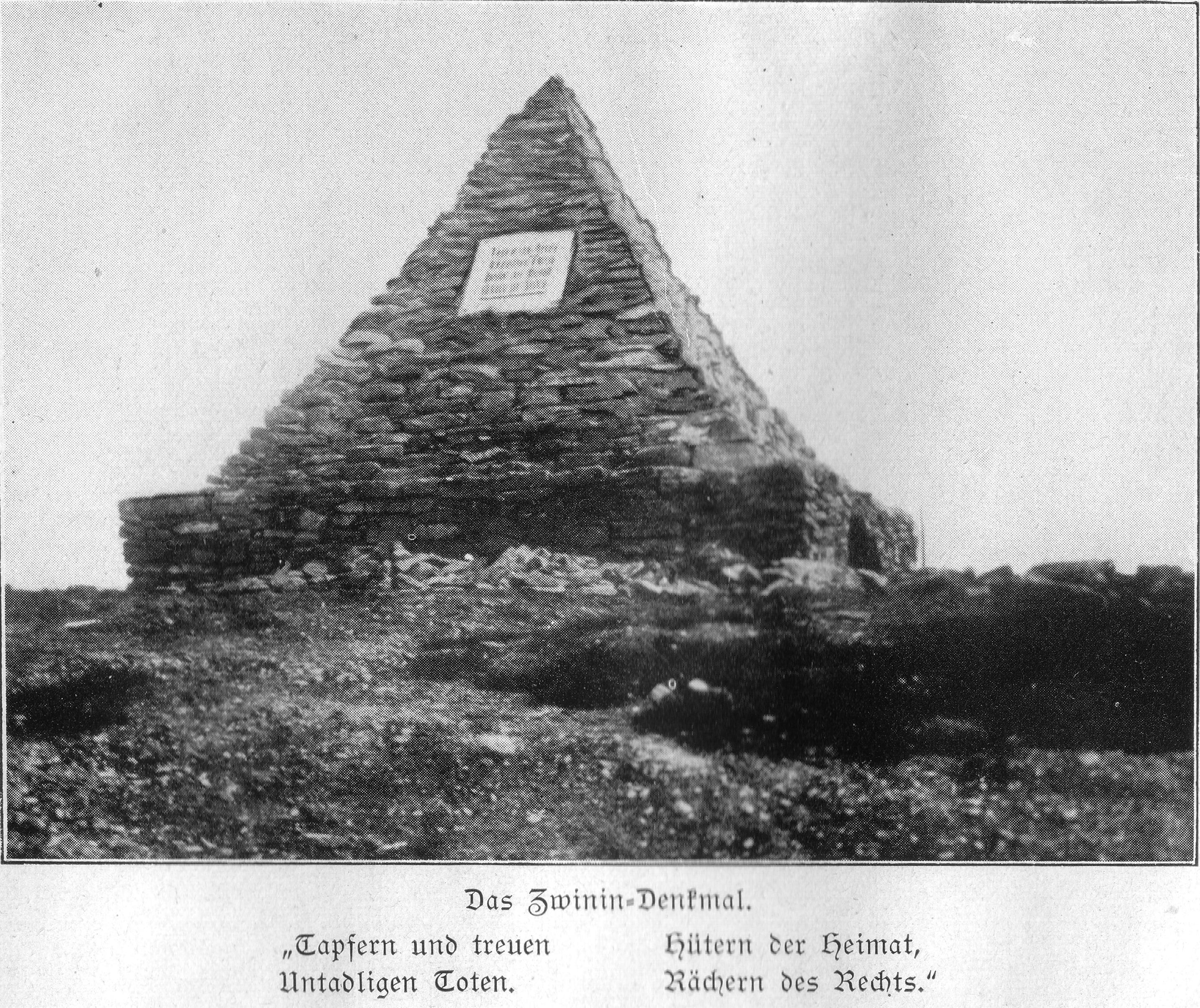
Die Pyramide auf dem Zwinin
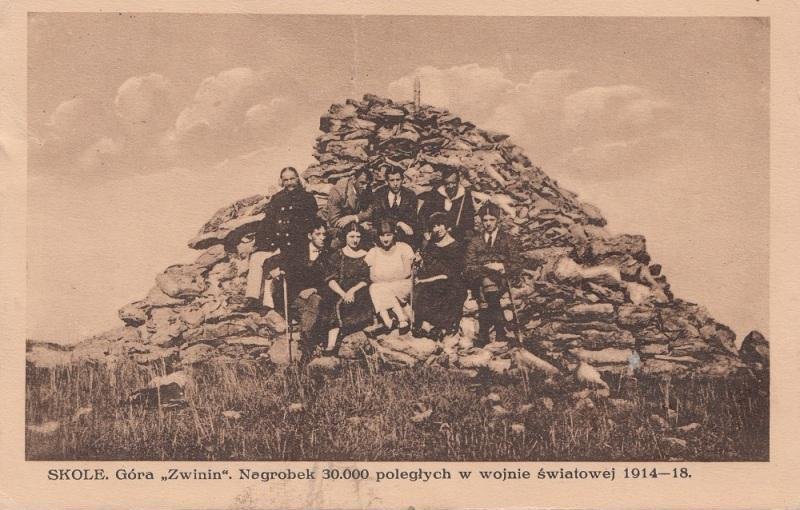
Die Pyramide ca. 1926: „Der Zwinin-Gipfel mit dem Grabmal der 30000 Gefallenen von 1914-18“
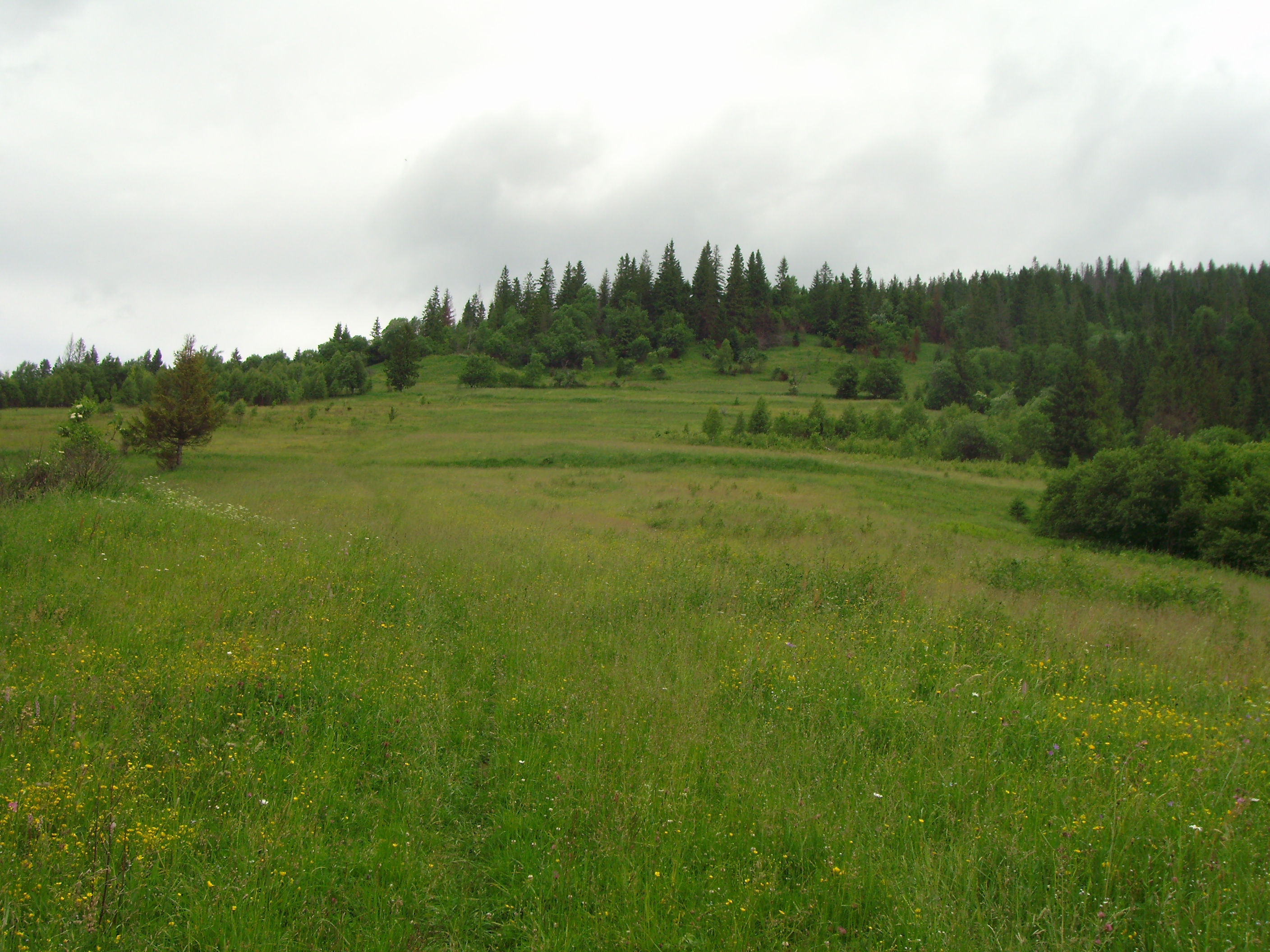
Stellungen am Zwinin I noch als Erdwälle erkennbar
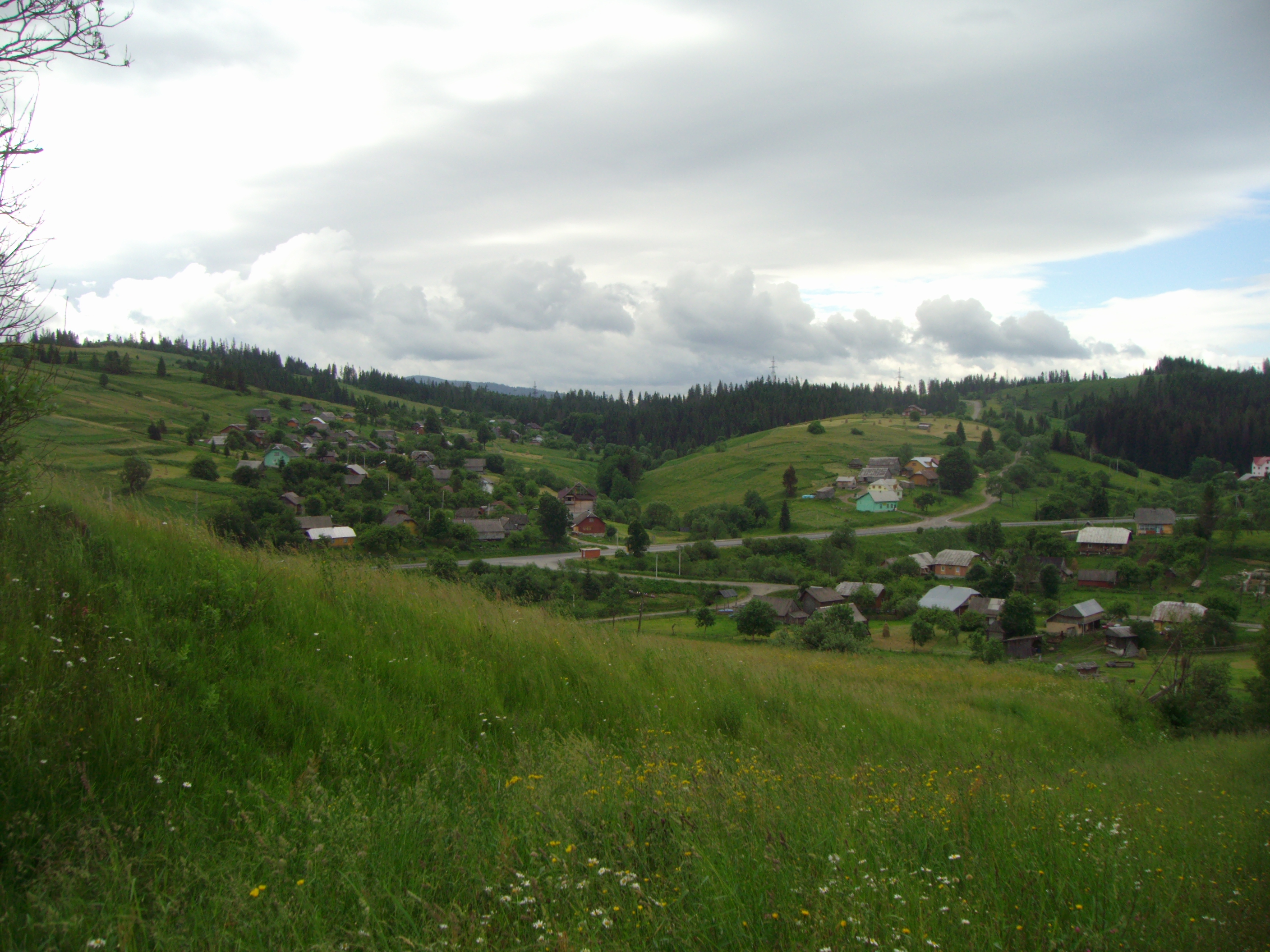
Der Zwinin 2011 Blick auf Orava
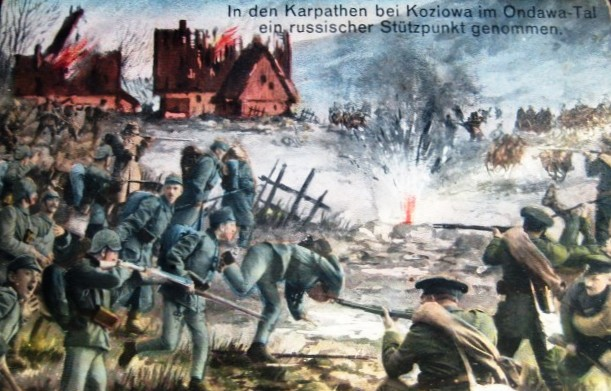
Deutsche Postkarte des Ersten Weltkriegs aus Kosjowa